# 왕정쉬 (정치인)
왕정쉬(중국어 정체자: 王正旭, 병음: Wang Zhèngxù, 한자음: 왕정욱, 1956년 8원 20일~)는 타이완의 정치인이다.